# Brøndby Gymnasium
Brøndby Gymnasium, grundlagt 2005, er et privat, selvejende gymnasium, som er etableret i samarbejde med Brøndby IF. Gymnasiet er placeret i tilknytning til Brøndby Stadion.
Gymnasiet henvender sig særligt til unge eliteidrætsudøvere. Det udbyder en idrætslinie i håndbold og fodbold. Undervisningen er dels klassebaseret, dels internetbaseret. Rektor for gymnasiet er Pia Sadolin.